# Rodrigo Drago
Jorge Rodrigo Drago (11 de noviembre de 1978) exfutbolista argentino y su puesto era arquero. Argentina, su país natal.

## Trayectoria
Drago es un arquero argentino que siempre jugó en las categorías más bajas del ascenso de su país y que además vistió la camiseta de varios equipos griegos. Hizo su debut en Primera división con la camiseta del Club Almirante Brown. Tuvo dos etapas en aquel club donde en total disputó 28 partidos.
En 2004 fue fichado por el ILTEX Liki de Grecia. A partir de allí comenzó un período de su carrera donde, hasta el año 2010, se mantuvo jugando en aquel país (vistió la camiseta del Kosani, Makedonikos y Thermaikos Thermis). Disputó 67 partidos en el fútbol Griego.
En Argentina jugó también para Gimnasia y Tiro de Salta, Sarmiento de Junín, Tristán Suárez y Nueva Chicago (donde logró el ascenso a la Primera B Nacional). Luego ficha para Sportivo Italiano por dos temporadas , donde es campeón en el año 2014 de la Primera C, logrando el ascenso  

## Clubes
| Club                    | País      | Año         |
| ----------------------- | --------- | ----------- |
| Almirante Brown         | Argentina | 1999 - 2000 |
| Club de Gimnasia y Tiro | Argentina | 2000 - 2001 |
| Sarmiento de Junín      | Argentina | 2001 - 2002 |
| Club Almirante Brown    | Argentina | 2002 - 2003 |
| ILTEX Liki              | Grecia    | 2003 - 2004 |
| Kozani                  | Grecia    | 2005- 2006  |
| Makedonikos             | Grecia    | 2008- 2009  |
| Thermaikos Thermis      | Grecia    | 2009 - 2010 |
| Tristán Suárez          | Argentina | 2010 - 2011 |
| Nueva Chicago           | Argentina | 2011 - 2012 |
| Sportivo Italiano       | Argentina | 2012 - 2015 |

## Palmarés
| Club              | Campeonato          | País      | Año         |
| ----------------- | ------------------- | --------- | ----------- |
| Nueva Chicago     | Primera B (Ascenso) | Argentina | 2011 - 2012 |
| Sportivo Italiano | Primera C           | Argentina | 2013 - 2014 |

Fue arquero suplente del Club Atlético Colon de Santa Fe cuarto arquero para el Torneo Apertura 1997, Torneo Clausura 1998 y Torneo Apertura 1998 además hizo divisiones inferiores desde los meses de diciembre de 1995 hasta el mes junio de 1997 en dicho club santafesino.